# John Newcombe
Pour les articles homonymes, voir Newcombe.
John David Newcombe, né le 23 mai 1944 à Sydney, est un joueur de tennis australien, professionnel de 1968 à 1981.
Il détient, avec son compatriote Roy Emerson, l'un des deux plus grands palmarès masculins dans les tournois du Grand Chelem, toutes époques confondues, avec un total de vingt-six titres, dont sept en simple, dix-sept en double et deux en double mixte.
Désigné numéro un mondial pour la première fois en 1969, il devient le second joueur de l'histoire à accéder au premier rang du classement ATP, en 1974. Vainqueur de soixante-huit titres en simple messieurs, dont trente-quatre sur le circuit ATP, il s'est imposé à trois reprises au tournoi de Wimbledon, à deux reprises à l'Open d'Australie et à l'US Open, et s'adjuge les WCT Finals en 1974. Considéré comme l'un des plus grands joueurs de double messieurs de l'histoire, avec dix-sept titres majeurs, un record égalé puis battu seulement en 2018 par Mike Bryan, Newcombe possède l'un des plus importants palmarès de l'histoire de ce jeu.
Avec l'équipe d'Australie, il remporte la Coupe Davis à cinq reprises, en 1964, 1965, 1966, 1967 et 1973.
John Newcombe est membre de l'International Tennis Hall of Fame depuis 1986 .

## Carrière
Moins célèbre que ses deux illustres aînés Rod Laver et Ken Rosewall, John Newcombe n'en était pas moins un joueur de tennis extrêmement talentueux.

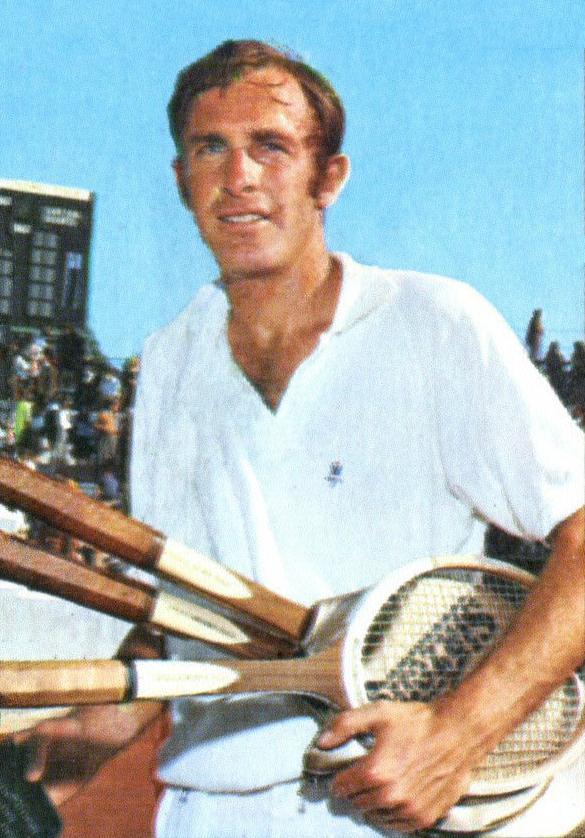
John Newcombe en 1968.

Il commence sa carrière en 1960-1961 chez les amateurs. Il remporte en mars 1962 son premier tournoi à Young en Australie. Sa grande année fut 1967, avec une première victoire dans un tournoi du Grand Chelem à Wimbledon (son tournoi préféré), où il vainc en finale le joueur allemand Wilhelm Bungert sur le score sans appel de 6-3, 6-3, 6-1. Quelques semaines plus tard, il récidive en finale à Forest Hills à l'US Championships contre Clark Graebner, en 3 sets plus serrés 6-4, 6-4, 8-6. Il gagne 12 tournois sur 18 finales disputées en 1967. Son bilan en tant que joueur amateur de 1962 à 1967 est de 28 titres en simple et 21 finales perdues. Il gagne 5 Coupe Davis en 1964, 1965, 1966, 1967 et la dernière en 1973.
Il passe en 1968 chez les professionnels, où il bat régulièrement Ken Rosewall, Pancho Gonzales, Pierre Barthes, Cliff Drysdale, Fred Stolle, Andrés Gimeno, etc., soit les meilleurs pros de l'époque. Mais il ne réussit pas à battre Rod Laver. Pour cette seule année, il remporte 7 titres professionnels.
L'ère Open lui apporte ses plus beaux souvenirs de joueur : 2 Open d'Australie en 1973 et 1975 , 2 Wimbledon en 1970 et 1971 (il ne défend pas son titre en 1972 en raison d'un engagement sur un circuit rival) et 1 US Open en 1973. Il faut rajouter 17 titres de Grand Chelem en double (5 Open d'Australie, 3 Roland-Garros, 6 Wimbledon, 3 US Open). Il obtient treize de ses 17 victoires en double avec un partenaire redoutable, Tony Roche. Il remporte aussi 2 titres en double mixte en 1964 et 1965, associé à la plus grande joueuse de l'époque, Margaret Court. Il est un des rares joueurs de l'ère Open à avoir remporté les 4 tournois du Grand Chelem en double. Il fut numéro 1 mondial à l'ATP pendant 8 semaines du 3 juin au 28 juillet 1974. Il brille encore en 1974, avec 10 titres remportés, dont une célèbre victoire en finale du Masters de la WCT à Dallas contre la future star Björn Borg en 4 sets (4-6, 6-3, 6-3, 6-2).
Il commence l'année 1975 avec une victoire en finale à l'Open d'Australie, en battant à la surprise générale le favori Jimmy Connors (7-5, 3-6, 6-4, 7-6). Ce fut son dernier titre. Il dispute une dernière finale en Grand Chelem dans ce même tournoi en 1976 mais il est battu par son compatriote Mark Edmondson (6-7, 6-3, 7-6, 6-1).
Il a été capitaine de l'équipe d'Australie de Coupe Davis de 1995 à 2000 et remporte le Saladier en 1999.

## Parcours dans les tournois duGrand Chelem

### En simple
| Année | Open d'Australie | Open d'Australie | Internationaux de France | Internationaux de France | Wimbledon       | Wimbledon       | US Open         | US Open     | Open d'Australie | Open d'Australie |
| ----- | ---------------- | ---------------- | ------------------------ | ------------------------ | --------------- | --------------- | --------------- | ----------- | ---------------- | ---------------- |
| 1960  | 1er tour (1/16)  | B. Mark          | —                        | —                        | —               | —               | —               | —           | n.o.             | n.o.             |
| 1961  | —                | —                | 3e tour (1/16)           | N. Pietrangeli           | 1er tour (1/64) | J.-E. Lundqvist | —               | —           | n.o.             | n.o.             |
| 1962  | 1/4 de finale    | R. Emerson       | 3e tour (1/16)           | G. Hughes                | 2e tour (1/32)  | R. Osuna        | —               | —           | n.o.             | n.o.             |
| 1963  | 1/4 de finale    | B. Hewitt        | 2e tour (1/32)           | M. Belkhodja             | 1er tour (1/64) | J. Hillebrand   | 1/8 de finale   | D. Ralston  | n.o.             | n.o.             |
| 1964  | 1/4 de finale    | M. Mulligan      | 2e tour (1/32)           | E. Soriano               | 1er tour (1/64) | F. Stolle       | 3e tour (1/16)  | M. Sangster | n.o.             | n.o.             |
| 1965  | 1/2 finale       | R. Emerson       | 1/4 de finale            | F. Stolle                | 1/8 de finale   | C. Drysdale     | —               | —           | n.o.             | n.o.             |
| 1966  | 1/2 finale       | R. Emerson       | 3e tour (1/16)           | C. Graebner              | 3e tour (1/16)  | K. Fletcher     | Finale          | F. Stolle   | n.o.             | n.o.             |
| 1967  | 1/2 finale       | A. Ashe          | 1/8 de finale            | N. Pilić                 | Victoire        | W. Bungert      | Victoire        | C. Graebner | n.o.             | n.o.             |
| 1968  | —                | —                | —                        | —                        | 1/8 de finale   | A. Ashe         | 1/4 de finale   | C. Graebner | n.o.             | n.o.             |
| 1969  | 1/4 de finale    | T. Roche         | 1/4 de finale            | T. Okker                 | Finale          | R. Laver        | 1/2 finale      | T. Roche    | n.o.             | n.o.             |
| 1970  | 1/4 de finale    | D. Ralston       | —                        | —                        | Victoire        | K. Rosewall     | 1/2 finale      | K. Rosewall | n.o.             | n.o.             |
| 1971  | 1/8 de finale    | M. Riessen       | —                        | —                        | Victoire        | S. Smith        | 1er tour (1/64) | J. Kodeš    | n.o.             | n.o.             |
| 1972  | 1/4 de finale    | M. Anderson      | —                        | —                        | —               | —               | 3e tour (1/16)  | F. Stolle   | n.o.             | n.o.             |
| 1973  | Victoire         | O. Parun         | 1er tour (1/64)          | M. Holeček               | —               | —               | Victoire        | J. Kodeš    | n.o.             | n.o.             |
| 1974  | 1/4 de finale    | R. Case          | —                        | —                        | 1/2 finale      | K. Rosewall     | 1/2 finale      | K. Rosewall | n.o.             | n.o.             |
| 1975  | Victoire         | J. Connors       | —                        | —                        | —               | —               | —               | —           | n.o.             | n.o.             |
| 1976  | Finale           | Edmondson        | 1er tour (1/64)          | J. Gisbert               | 3e tour (1/16)  | B. Mitton       | —               | —           | n.o.             | n.o.             |
| 1977  | —                | —                | —                        | —                        | —               | —               | —               | —           | 1/4 de finale    | J. Lloyd         |
| 1978  | n.o.             | n.o.             | —                        | —                        | 1/8 de finale   | R. Ramírez      | —               | —           | —                | —                |

N.B. : à droite du résultat se trouve le nom de l'ultime adversaire.

#### Victoires (7)
| Année | Date                   | Nom et lieu du tournoi          | Surface | Finaliste       | Score                   |
| ----- | ---------------------- | ------------------------------- | ------- | --------------- | ----------------------- |
| 1967  | 26 juin-7 juillet      | Wimbledon                       | Gazon   | Wilhelm Bungert | 6-3, 6-1, 6-1           |
| 1967  | 30 août-9 septembre    | US Championships (Forest Hills) | Gazon   | Clark Graebner  | 6-4, 6-4, 8-6           |
| 1970  | 22 juin- 4 juillet     | Wimbledon                       | Gazon   | Ken Rosewall    | 5-7, 6-3, 6-3, 3-6, 6-1 |
| 1971  | 21 juin-3 juillet      | Wimbledon                       | Gazon   | Stan Smith      | 6-3, 5-7, 2-6, 6-4, 6-4 |
| 1973  | 26 décembre-1erjanvier | Open d'Australie (Melbourne)    | Gazon   | Onny Parun      | 6-3, 6-7, 7-5, 6-1      |
| 1973  | 29 août-9 septembre    | US Open (Forest Hills)          | Gazon   | Jan Kodeš       | 6-4, 1-6, 4-6, 6-2, 6-3 |
| 1975  | 21 décembre-1erjanvier | Open d'Australie (Melbourne)    | Gazon   | Jimmy Connors   | 7-5, 3-6, 6-4, 7-6      |

#### Finales (3)
| Année | Date                  | Nom et lieu du tournoi          | Surface | Vainqueur      | Score                |
| ----- | --------------------- | ------------------------------- | ------- | -------------- | -------------------- |
| 1966  | 30 août-11 septembre  | US Championships (Forest Hills) | Gazon   | Fred Stolle    | 4-6, 12-10, 6-3, 6-4 |
| 1969  | 23 juin-5 juillet     | Wimbledon                       | Gazon   | Rod Laver      | 6-4, 5-7, 6-4, 6-4   |
| 1976  | 26 décembre-4 janvier | Open d'Australie (Melbourne)    | Gazon   | Mark Edmondson | 6-7, 6-3, 7-6, 6-1   |

### En double
Parcours en double à partir de 1968.
| Année | Open d'Australie                                                             | Open d'Australie     | Internationaux de France | Internationaux de France | Wimbledon                                                                         | Wimbledon                                                                          | US Open                                                                         | US Open             | Open d'Australie | Open d'Australie |
| ----- | ---------------------------------------------------------------------------- | -------------------- | ------------------------ | ------------------------ | --------------------------------------------------------------------------------- | ---------------------------------------------------------------------------------- | ------------------------------------------------------------------------------- | ------------------- | ---------------- | ---------------- |
| 1968  | —                                                                            | —                    | —                        | —                        | Victoire T. Roche                                                                 | K. Rosewall F. Stolle                                                              | 1/4 de finale T. Roche \|\| style="text-align:left;" \| C. Graebner C. Pasarell | n.o.                | n.o.             |                  |
| 1969  | 1/2 finale T. Roche \|\| style="text-align:left;" \| R. Emerson R. Laver     | Victoire T. Roche    | R. Emerson R. Laver      | Victoire T. Roche        | T. Okker M. Riessen                                                               | 1/4 de finale T. Roche \|\| style="text-align:left;" \| C. Pasarell D. Ralston     | n.o.                                                                            | n.o.                |                  |                  |
| 1970  | 1/4 de finale N. Pilić \|\| style="text-align:left;" \| J. Alexander P. Dent | —                    | —                        | Victoire T. Roche        | K. Rosewall F. Stolle                                                             | 2e tour (1/16) T. Roche \|\| style="text-align:left;" \| C. Pasarell E. Van Dillen | n.o.                                                                            | n.o.                |                  |                  |
| 1971  | Victoire T. Roche                                                            | T. Okker M. Riessen  | —                        | —                        | 1er tour (1/32) T. Roche \|\| style="text-align:left;" \| C. Drysdale N. Pilić    | Victoire R. Taylor                                                                 | S. Smith E. Van Dillen                                                          | n.o.                | n.o.             |                  |
| 1972  | 1/2 finale T. Roche \|\| style="text-align:left;" \| R. Case G. Masters      | —                    | —                        | —                        | —                                                                                 | Finale Davidson                                                                    | C. Drysdale R. Taylor                                                           | n.o.                | n.o.             |                  |
| 1973  | Victoire Anderson                                                            | J. Alexander P. Dent | Victoire T. Okker        | J. Connors I. Năstase    | —                                                                                 | —                                                                                  | Victoire Davidson                                                               | R. Emerson R. Laver | n.o.             | n.o.             |
| 1974  | 1/2 finale T. Roche \|\| style="text-align:left;" \| S. Ball B. Giltinan     | —                    | —                        | Victoire T. Roche        | R. Lutz S. Smith                                                                  | 1/2 finale T. Roche \|\| style="text-align:left;" \| P. Cornejo J. Fillol          | n.o.                                                                            | n.o.                |                  |                  |
| 1975  | 1/2 finale T. Roche \|\| style="text-align:left;" \| R. Carmichael A. Stone  | —                    | —                        | —                        | —                                                                                 | —                                                                                  | —                                                                               | n.o.                | n.o.             |                  |
| 1976  | Victoire T. Roche                                                            | R. Case G. Masters   | —                        | —                        | 1er tour (1/32) T. Roche \|\| style="text-align:left;" \| B. Gottfried R. Ramírez | —                                                                                  | —                                                                               | n.o.                | n.o.             |                  |
| 1977  | —                                                                            | —                    | —                        | —                        | 1er tour (1/32) R. Laver \|\| style="text-align:left;" \| M. Riessen R. Tanner    | 1er tour (1/32) R. Case \|\| style="text-align:left;" \| B. Walts H. Pfister       | 1/4 de finale T. Roche \|\| style="text-align:left;" \| C. Letcher S. Smith     |                     |                  |                  |
| 1978  | n.o.                                                                         | n.o.                 | —                        | —                        | 1/8 de finale T. Roche \|\| style="text-align:left;" \| B. Hewitt F. McMillan     | 2e tour (1/16) F. Stolle \|\| style="text-align:left;" \| G. Masters R. Case       | —                                                                               | —                   |                  |                  |
| 1979  | n.o.                                                                         | n.o.                 | —                        | —                        | 1/8 de finale Davidson \|\| style="text-align:left;" \| J. Sadri T. Wilkison      | 2e tour (1/16) J. Turpin \|\| style="text-align:left;" \| Dowdeswell H. Günthardt  | —                                                                               | —                   |                  |                  |
| 1980  | n.o.                                                                         | n.o.                 | —                        | —                        | 1er tour (1/32) Davidson \|\| style="text-align:left;" \| T. Okker W. Fibak       | 2e tour (1/16) Davidson \|\| style="text-align:left;" \| I. Năstase T. Okker       | —                                                                               | —                   |                  |                  |
| 1981  | n.o.                                                                         | n.o.                 | —                        | —                        | 1er tour (1/32) T. Roche \|\| style="text-align:left;" \| R. Frawley C. Lewis     | 1/2 finale F. Stolle \|\| style="text-align:left;" \| P. Fleming J. McEnroe        | —                                                                               | —                   |                  |                  |
| 1982  | n.o.                                                                         | n.o.                 | —                        | —                        | 1er tour (1/32) T. Roche \|\| style="text-align:left;" \| A. Järryd H. Simonsson  | 2e tour (1/16) F. Stolle \|\| style="text-align:left;" \| B. Gottfried R. Ramírez  | —                                                                               | —                   |                  |                  |
| 1983  | n.o.                                                                         | n.o.                 | —                        | —                        | 1er tour (1/32) T. Roche \|\| style="text-align:left;" \| S. Casal M. Hocevar     | 1er tour (1/32) F. Stolle \|\| style="text-align:left;" \| B. Manson A. Pattison   | —                                                                               | —                   |                  |                  |

N.B. : le nom du ou de la partenaire se trouve sous le résultat ; les noms des ultimes adversaires se trouvent à droite.

#### Victoires (17)
| Année | Date                   | Nom et lieu du tournoi                                  | Surface      | Partenaire       | Finalistes                 | Score                     |
| ----- | ---------------------- | ------------------------------------------------------- | ------------ | ---------------- | -------------------------- | ------------------------- |
| 1965  | 22 janvier-1erfévrier  | Australian Championships (Melbourne)                    | Gazon        | Tony Roche       | Roy Emerson Fred Stolle    | 3-6, 4-6, 13-11, 6-3, 6-4 |
| 1965  | 21 juin-3 juillet      | Wimbledon                                               | Gazon        | Tony Roche       | Ken Fletcher Bob Hewitt    | 7-5, 6-3, 6-4             |
| 1966  | 20 juin-2 juillet      | Wimbledon                                               | Gazon        | Tony Roche       | Bill Bowrey Owen Davidson  | 6-3, 6-4, 3-6, 6-3        |
| 1967  | 22-30 janvier          | Australian Championships (Adélaïde)                     | Gazon        | Tony Roche       | Bill Bowrey Owen Davidson  | 3-6, 6-3, 7-5, 6-8, 8-6   |
| 1967  | 28 mai-4 juin          | Internationaux de France de tennis French Championships | Terre battue | Tony Roche       | Roy Emerson Ken Fletcher   | 6-3, 9-7, 12-10           |
| 1967  | 30 août-10 septembre   | US Championships (Forest Hills)                         | Gazon        | Tony Roche       | Bill Bowrey Owen Davidson  | 6-8, 9-7, 6-3, 6-3        |
| 1968  | 24 juin-6 juillet      | Wimbledon                                               | Gazon        | Tony Roche       | Ken Rosewall Fred Stolle   | 3-6, 8-6, 5-7, 14-12, 6-3 |
| 1969  | 26 mai-8 juin          | Internationaux de France de tennis French Open          | Terre battue | Tony Roche       | Roy Emerson Rod Laver      | 4-6, 6-1, 3-6, 6-4, 6-4   |
| 1969  | 23 juin-5 juillet      | Wimbledon                                               | Gazon        | Tony Roche       | Tom Okker Marty Riessen    | 7-5, 11-9, 6-3            |
| 1970  | 22 juin-4 juillet      | Wimbledon                                               | Gazon        | Tony Roche       | Ken Rosewall Fred Stolle   | 10-8, 6-3, 6-1            |
| 1971  | 8-14 mars              | Open d'Australie (Sydney)                               | Gazon        | Tony Roche       | Tom Okker Marty Riessen    | 6-2, 7-6                  |
| 1971  | 1-12 septembre         | US Open (Forest Hills)                                  | Gazon        | Roger Taylor     | Stan Smith Erik van Dillen | 6-7, 6-3, 7-6, 4-6, 7-6   |
| 1973  | 26 décembre-1erjanvier | Open d'Australie (Melbourne)                            | Gazon        | Malcolm Anderson | John Alexander Phil Dent   | 6-3, 6-4, 7-6             |
| 1973  | 21 mai-3 juin          | Internationaux de France de tennis French Open          | Terre battue | Tom Okker        | Jimmy Connors Ilie Năstase | 6-1, 3-6, 6-3, 5-7, 6-4   |
| 1973  | 29 août-9 septembre    | US Open (Forest Hills)                                  | Gazon        | Owen Davidson    | Rod Laver Ken Rosewall     | 7-5, 2-6, 7-5, 7-5        |
| 1974  | 24 juin-6 juillet      | Wimbledon                                               | Gazon        | Tony Roche       | Robert Lutz Stan Smith     | 8-6, 6-4, 6-4             |
| 1976  | 26 décembre-4 janvier  | Open d'Australie (Melbourne)                            | Gazon        | Tony Roche       | Ross Case Geoff Masters    | 7-6, 6-4                  |

#### Finales (4)
| Année | Date                | Nom et lieu du tournoi                                  | Surface      | Partenaire    | Vainqueurs                  | Score                       |
| ----- | ------------------- | ------------------------------------------------------- | ------------ | ------------- | --------------------------- | --------------------------- |
| 1963  | 7-19 janvier        | Australian Championships (Adélaïde)                     | Gazon        | Ken Fletcher  | Bob Hewitt Fred Stolle      | 6-2, 3-6, 6-3, 3-6, 6-3     |
| 1964  | 20-31 mai           | Internationaux de France de tennis French Championships | Terre battue | Tony Roche    | Roy Emerson Ken Fletcher    | 7-5, 6-3, 3-6, 7-5          |
| 1966  | 21-31 janvier       | Australian Championships (Sydney)                       | Gazon        | Tony Roche    | Roy Emerson Fred Stolle     | 7-9, 6-3, 6-8, 14-12, 12-10 |
| 1972  | 28 août-9 septembre | US Open (Forest Hills)                                  | Gazon        | Owen Davidson | Cliff Drysdale Roger Taylor | 6-4, 7-6, 6-3               |

### En double mixte

#### Victoires (2)
|   | Date       | Nom et lieu du tournoi               | Cat. | ($) | Surface      | Partenaire     | Finalistes                 | Score         |
| - | ---------- | ------------------------------------ | ---- | --- | ------------ | -------------- | -------------------------- | ------------- |
| 1 | 1964       | Internationaux d'Italie, Rome        |      |     | Terre battue | Margaret Court | Maria Bueno Thomaz Koch    | 3-6, 7-5, 6-2 |
| 2 | 02/09/1964 | US Championships (Forest Hills)      |      |     | Gazon        | Margaret Court | Ed Rubinoff Judy Tegart    | 0-6 6-4 6-4   |
| 3 | 22/01/1965 | Australian Championships (Melbourne) |      |     | Gazon        | Margaret Court | Owen Davidson Robyn Ebbern | Titre partagé |

#### Finale (1)
| Année | Date      | Nom et lieu du tournoi                                  | Surface      | Partenaire  | Vainqueurs                  | Score   |
| 1965  | 17-30 mai | Internationaux de France de tennis French Championships | Terre battue | Maria Bueno | Ken Fletcher Margaret Court | 6-4 6-4 |

## Titres en simple (1963-1975): 72
- (Voir Records de titres au tennis pour les joueurs les plus titrés de l'histoire).

### Titres Amateurs (1963-1967): 30
|    | Année | Date              | Nom et lieu du tournoi                                      | Surface      | Finaliste       | Score                    |
| -- | ----- | ----------------- | ----------------------------------------------------------- | ------------ | --------------- | ------------------------ |
| 1  | 1962  | 9-11 mars         | Young New South Wales Hardcourts (Australie)                | Terre battue | Jack Pollard    | 6-2, 6-2                 |
| 2  | 1963  | 19-25 août        | Saint-Moritz Tournoi International du Palace Hotel (Suisse) | Terre battue | Tony Roche      | 7-5, 6-1                 |
| 3  | 1963  | 5-7 octobre       | Canberra ACT Championships (Australie)                      | Gazon        | Fred Stolle     | 6-3, 6-4                 |
| 4  | 1963  | 14-20 octobre     | Sydney Strathfield Metropolitan (Australie)                 | Gazon        | Fred Stolle     | 8-6, 6-3                 |
| 5  | 1963  | 18-25 nov.        | Adélaïde South Australian Championships (Australie)         | Gazon        | Dennis Ralston  | 6-1, 6-3, 15-17, 6-1     |
| 6  | 1964  | 7-13 juin         | Beckenham Kent Championships (Angleterre)                   | Gazon        | Fred Stolle     | 6-3, 5-7, 12-10          |
| 7  | 1964  | 12-18 octobre     | Sydney Strathfield Metropolitan (Australie)                 | Gazon        | Fred Stolle     | 4-6, 6-4, 6-4            |
| 8  | 1965  | 26 déc-1erjan.    | Adélaïde South Australian Championships (Australie)         | Gazon        | Tony Roche      | 6-4, 9-7, 7-5            |
| 9  | 1965  | 12-17 janvier     | Hobart Tasmanian Championships (Tasmanie)                   | Gazon        | Owen Davidson   | 6-4, 5-7, 6-3, 6-3       |
| 10 | 1965  | février           | Wollongong New South Wales Hardcourts (Australie)           | Terre battue | Tony Roche      | 7-5, 3-6, 6-3            |
| 11 | 1965  | 6-12 juin         | Beckenham Kent Championships (Angleterre)                   | Gazon        | Lew Gerrard     | 6-3, 6-1                 |
| 12 | 1965  | 19-25 juillet     | Hilversum Dutch Championships (Pays-Bas)                    | Terre battue | Tom Okker       | 6-2, 3-6, 6-1, 6-3       |
| 13 | 1965  | 11-17 octobre     | Sydney Strathfield Metropolitan (Australie)                 | Gazon        | Fred Stolle     | 6-8, 9-7 non terminé(1)  |
| 14 | 1965  | 18-24 octobre     | Sydney Australian Hard Court (Australie)                    | Terre battue | Fred Stolle     | 4-6, 6-1, 6-1, 6-3       |
| 15 | 1965  | 15-22 novembre    | Sydney New South Wales Championships (Australie)            | Gazon        | Arthur Ashe     | 6-3, 3-6, 6-3, 6-4       |
| 16 | 1966  | 6-11 juin         | Beckenham Kent Championships (Angleterre)                   | Gazon        | Premjit Lall    | 6-4, 15-13               |
| 17 | 1966  | 18-24 juillet     | Montana Championnat de Vermala (Suisse)                     | Terre battue | Juan Gisbert    | 6-1, 6-1, 6-4            |
| 18 | 1966  | 10-17 déc.        | Adélaïde South Australian Championships (Australie)         | Gazon        | Fred Stolle     | 7-5, 6-3, 8-10, 3-6, 6-4 |
| 19 | 1967  | 27 février-5 mars | New York Vanderbilt Athletic R.R Gold Cup(États-Unis)       | Bois         | Arthur Ashe     | 3-6, 6-3, 3-1 ab.        |
| 20 | 1967  | 6-12 mars         | Barranquilla Internationaux de Colombie (Colombie)          | Terre battue | Mark Cox        | 6-3, 7-5, 6-1            |
| 21 | 1967  | 10-16 avril       | San Antonio Texas Invitation (États-Unis)                   | Terre battue | Tony Roche      | 6-3, 6-2                 |
| 22 | 1967  | 17-23 avril       | Houston 33e Championnat de River Oaks (États-Unis)          | Terre battue | Tony Roche      | 6-2, 7-5, 6-3            |
| 23 | 1967  | 19-25 juin        | Queen's (Londres) Grass Court (Angleterre)                  | Gazon        | Roger Taylor    | 7-5, 6-3                 |
| 24 | 1967  | 26 juin-7 juillet | Wimbledon (Angleterre)                                      | Gazon        | Wilhelm Bungert | 6-3, 6-1, 6-1            |
| 25 | 1967  | 9-16 juillet      | Newport Welsh Championships (Pays de Galles)                | Gazon        | Bill Bowrey     | 7-5, 6-2                 |
| 26 | 1967  | 9-16 juillet      | Hoylake West Kirby Championships (Angleterre)               | Gazon        | Roger Taylor    | 7-5, 3-6, 6-3            |
| 27 | 1967  | 25-30 juillet     | Deauville Sporting Club (France)                            | Dur          | Pierre Darmon   | 11-9, 7-5, 6-1           |
| 28 | 1967  | 15-21 août        | Glen Cove (New York) Nassau Bowl (États-Unis)               | Gazon        | Tony Roche      | 3-6, 6-3, 6-4, 12-10     |
| 29 | 1967  | 30 août-9 sep.    | US Championships (Forest Hills) (États-Unis)                | Gazon        | Clark Graebner  | 6-4, 6-4, 8-6            |
| 30 | 1967  | 9-16 décembre     | Adélaïde South Australian Championships (Australie)         | Gazon        | Tony Roche      | 6-4, 6-3, 3-6, 11-9      |

(1) : Le titre fut accordé à Newcombe, à la suite d'un tirage au sort avec l'accord des deux joueurs.

### Titres Professionnels (2 janvier - 21 avril 1968): 2
- John Newcombe devient un joueur professionnel à temps plein sur le circuit pro de la World Championship Tennis (WCT) dès le 2 janvier 1968.

|   | Année | Date        | Nom et lieu du tournoi                          | Surface          | Finaliste      | Score        |
| - | ----- | ----------- | ----------------------------------------------- | ---------------- | -------------- | ------------ |
| 1 | 1968  | 1-2 avril   | Bakersfield/WCT Pro Tennis Classic (États-Unis) | Astroturf indoor | Cliff Drysdale | 31-12, 31-22 |
| 2 | 1968  | 20-21 avril | Evansville/WCT Pro Tennis Classic (États-Unis)  | Astroturf indoor | Nikola Pilić   | 31-17, 31-17 |

### Titres pendant l'ère Open (22 avril 1968-1975): 40 (inclus les *Tournois Pro)
- L'ère open débute officiellement à partir du tournoi de Bournemouth durant la semaine du 22-27 avril 1968.

|    | Année | Date              | Nom et lieu du tournoi                                 | Surface      | Finaliste      | Score                   |
| -- | ----- | ----------------- | ------------------------------------------------------ | ------------ | -------------- | ----------------------- |
| 1  | 1968  | 1-3 août          | *Cannes/WCT Championnat Pro (France)                   | Terre battue | Marty Riessen  | 7-5, 6-2                |
| 2  | 1968  | 5-11 août         | Hambourg Internationaux d'Allemagne (Allemagne)        | Terre battue | Cliff Drysdale | 6-3, 6-2, 6-4           |
| 3  | 1968  | octobre           | *Pretoria Transval Pro Championships (Afrique du Sud)  | Dur          | Tony Roche     | 11-9, 4-6, 6-3          |
| 4  | 1968  | octobre           | *Durban Natal Pro Championships (Afrique du Sud)       | Dur          | Tony Roche     | 6-4, 6-2                |
| 5  | 1968  | octobre           | *East London Border Pro Championships (Afrique du Sud) | Dur          | Cliff Drysdale | 8-5                     |
| 6  | 1968  | octobre           | *Kimberley Pro Championships (Afrique du Sud)          | Dur          | Tony Roche     | 10-6                    |
| 7  | 1969  | 21-27 avril       | Rome Internationaux d'Italie (Italie)                  | Terre battue | Tony Roche     | 6-3, 4-6, 6-2, 5-7, 6-3 |
| 8  | 1969  | 28 avril-3 mai    | Bournemouth British Hard Court (Angleterre)            | Terre battue | Bob Hewitt     | 6-8, 6-3, 5-7, 6-4, 6-4 |
| 9  | 1970  | 12-18 janvier     | Melbourne Victorian Open (Australie)                   | Gazon        | Tony Roche     | 6-4, 6-4, 4-6, ab.      |
| 10 | 1970  | 2-7 juin          | Casablanca/WCT Open du Maroc(Maroc)                    | Terre battue | Andrés Gimeno  | 6-4, 6-4, 6-4           |
| 11 | 1970  | 22 juin-4 juillet | Wimbledon (Angleterre)                                 | Gazon        | Ken Rosewall   | 5-7, 6-3, 6-3, 3-6, 6-1 |
| 12 | 1970  | 13-19 juillet     | Hoylake Rothmans Open North (Angleterre)               | Gazon        | Owen Davidson  | 4-6, 9-7, 6-4           |
| 13 | 1971  | 9-14 février      | Philadelphie/WCT Open (États-Unis)                     | Moquette     | Rod Laver      | 7-6, 7-6, 6-4           |
| 14 | 1971  | 22-28 mars        | Chicago/WCT Sportface International (États-Unis)       | Moquette     | Arthur Ashe    | 4-6, 7-6, 6-2, 6-3      |
| 15 | 1971  | 26 avril-2 mai    | Dallas/WCT Rawlings Classic (États-Unis)               | Moquette     | Arthur Ashe    | 7-6, 6-4                |
| 16 | 1971  | 21 juin-3 juillet | Wimbledon (Angleterre)                                 | Gazon        | Stan Smith     | 6-3, 5-7, 2-6, 6-4, 6-4 |
| 17 | 1971  | 5-11 juillet      | Gstaad Internationaux de Suisse Open (Suisse)          | Terre battue | Tom Okker      | 6-2, 5-7, 4-6, 7-5, 6-3 |
| 18 | 1971  | 9-15 août         | Toronto/WCT Rothmans Canadian Open (Canada)            | Terre battue | Tom Okker      | 7-6, 3-6, 6-2, 7-6      |
| 19 | 1972  | 1-7 mai           | Las Vegas/WCT Alan King Classic (États-Unis)           | Dur          | Cliff Drysdale | 6-3, 6-4                |
| 20 | 1972  | 26 juin-2 juillet | Saint-Louis/WCT Holton Classic (États-Unis)            | Moquette     | Nikola Pilić   | 6-3, 6-3                |
| 21 | 1972  | 14-20 août        | Fort Worth/WCT Classic (États-Unis)                    | Dur          | Ken Rosewall   | 5-7, 1-6, 7-5, 6-4, 6-4 |
| 22 | 1972  | 26 sep-1eroct.    | Alamo/WCT Redwood Bank (États-Unis)                    | Dur          | Cliff Drysdale | 6-1, 6-1, 7-5           |
| 23 | 1972  | 16-22 octobre     | Vancouver/WCT Rothmans International (Canada)          | ?            | Marty Riessen  | 6-7, 7-6, 7-6, 7-5      |
| 24 | 1972  | 30 oct-5 nov.     | Göteborg/WCT Scandinavium Open (Suède)                 | Moquette     | Roy Emerson    | 6-0, 6-3, 6-1           |
| 25 | 1972  | 23 nov-2 déc.     | Johannesburg Castle Lager (Afrique du Sud)             | Dur          | John Alexander | 6-1, 7-6                |
| 26 | 1973  | 26 déc-1erjan.    | Open d'Australie (Melbourne) (Australie)               | Gazon        | Onny Parun     | 6-3, 6-7, 7-5, 6-1      |
| 27 | 1973  | 29 août-9 sep.    | US Open (Forest Hills) (États-Unis)                    | Gazon        | Jan Kodeš      | 6-4, 1-6, 4-6, 6-2, 6-3 |
| 28 | 1973  | 17-23 septembre   | Columbia Palmetto Tournament (États-Unis)              | ?            | Dick Stockton  | 6-4, 6-3                |
| 29 | 1973  | 29 oct-4 nov.     | Jakarta Indonesian Championships (Indonésie)           | ?            | Ross Case      | 7-6, 7-6, 6-3           |
| 30 | 1974  | 4-10 février      | Saint-Petersburg/WCT (États-Unis)                      | Dur          | Alex Metreveli | 6-0, 7-6                |
| 31 | 1974  | 25 février-3 mars | La Costa/WCT Rancho Classic (États-Unis)               | Dur          | Stan Smith     | 6-2, 4-6, 6-4           |
| 32 | 1974  | 25-31 mars        | Tucson American Airlines (États-Unis)                  | Dur          | Arthur Ashe    | 6-3, 7-6                |
| 33 | 1974  | 1-7 avril         | La Nouvelle-Orléans/WCT Classic (États-Unis)           | Au           | Jeff Borowiak  | 6-4, 6-2                |
| 34 | 1974  | 8-14 avril        | Orlando/WCT Florida State (États-Unis)                 | Dur          | Jaime Fillol   | 6-2, 3-6, 6-3           |
| 35 | 1974  | 8-12 mai          | Dallas Finales/WCT (États-Unis)                        | Moquette     | Björn Borg     | 4-6, 6-3, 6-3, 6-2      |
| 36 | 1974  | 1-6 octobre       | Maui Island Hollydays Pro (États-Unis)                 | Dur          | Roscoe Tanner  | 7-6, 7-6                |
| 37 | 1974  | 7-13 octobre      | Tokyo Japan Open (Japon)                               | ?            | Ken Rosewall   | 3-6, 6-2, 6-3           |
| 38 | 1974  | 14-20 octobre     | Sydney Australian Indoor Championships (Australie)     | Dur (int.)   | Cliff Richey   | 6-4, 6-3, 6-4           |
| 39 | 1974  | 25-30 novembre    | Osaka Gunze World Tennis (Japon)                       | Moquette     | Cliff Drysdale | 2-6, 6-2, 7-6           |
| 40 | 1975  | 21 déc-1erjan.    | Open d'Australie (Melbourne) (Australie)               | Gazon        | Jimmy Connors  | 7-5, 3-6, 6-4, 7-6      |

## Finales en simple (1962-1978): 50

### Finales perdues Amateurs (1962-1967): 21
|    | Année | Date            | Nom et lieu du tournoi                              | Surface      | Vainqueur       | Score                   |
| -- | ----- | --------------- | --------------------------------------------------- | ------------ | --------------- | ----------------------- |
| 1  | 1962  | 13-19 août      | Moscou Soviet Championships (Russie)                | ?            | Frank Froehling | 3-6, 6-2, 6-2, 4-6, 7-5 |
| 2  | 1962  | 11-17 novembre  | Adélaïde South Australian Championships (Australie) | Gazon        | Roy Emerson     | 6-4, 6-4, 6-2           |
| 3  | 1963  | 26-30 janvier   | Hobart Tasmanian Championships (Tasmanie)           | Gazon        | Martin Mulligan | 7-5, 6-3                |
| 4  | 1963  | 9-15 décembre   | Perth Western Australian Championships (Australie)  | Gazon        | Fred Stolle     | 7-5, 7-5, 6-8, 6-4      |
| 5  | 1964  | 28 déc-3 jan.   | (Sydney) (Manly) Seaside Championships (Australie)  | Gazon        | Fred Stolle     | 6-4, 10-8               |
| 6  | 1965  | 24-29 août      | Penang Malaysian Championships (Malaisie)           | ?            | Bill Bowrey     | 6-4, 1-6, 6-1           |
| 7  | 1966  | 10-16 janvier   | Hobart Tasmanian Championships (Tasmanie)           | Gazon        | Arthur Ashe     | 6-4, 6-4, 12-10         |
| 8  | 1966  | 1-6 mars        | Port-d'Espagne Championships (Trinité-et-Tobago)    | ?            | Tony Roche      | 6-3, 3-6, 9-7, 7-5      |
| 9  | 1966  | 14-20 mars      | Caracas Altamira International (Venezuela)          | Terre battue | Tony Roche      | 0-6, 6-3, 6-4, 4-6, 6-4 |
| 10 | 1966  | 16-19 mai       | Helsinki International (Finlande)                   | ?            | Dennis Ralston  | 7-5, 4-6, 6-4           |
| 11 | 1966  | 20-22 mai       | Saltsjöbaden International (Suède)                  | ?            | Dennis Ralston  | 9-7, 8-6                |
| 12 | 1966  | 4-9 juillet     | Newport Welsh Championships (Pays de Galles)        | Gazon        | Bob Hewitt      | 3-6, 6-3, 6-1           |
| 13 | 1966  | 25-31 juillet   | Baden-Baden International (Allemagne)               | Terre battue | Ken Fletcher    | 3-6, 6-3, 6-1           |
| 14 | 1966  | 30 août-11 sep. | US Championships (Forest Hills) (États-Unis)        | Gazon        | Fred Stolle     | 4-6, 12-10, 6-3, 6-4    |
| 15 | 1966  | 14-20 novembre  | Sydney New South Wales Championships (Australie)    | Gazon        | Fred Stolle     | 12-10, 6-0, 6-0         |
| 16 | 1967  | 2-8 janvier     | (Sydney) (Manly) Seaside Championships (Australie)  | Gazon        | Fred Stolle     | 6-3, 10-8               |
| 17 | 1967  | 27 mars-2 avril | Mexico Mexican Championships (Mexique)              | Terre battue | Tony Roche      | 4-6, 3-6, 7-5, 6-3, 8-6 |
| 18 | 1967  | 1-7 mai         | Portola Valley California State (États-Unis)        | ?            | Tony Roche      | 6-3, 6-2, 8-6           |
| 19 | 1967  | 7-13 août       | Knokke-le-Zoute Belgian Championships (Belgique)    | ?            | Tony Roche      | 6-1, 6-2                |
| 20 | 1967  | 16-21 octobre   | Melbourne Australian Hard Court (Australie)         | Terre battue | Tony Roche      | 5-7, 7-5, 6-2, 6-2      |
| 21 | 1967  | 13-19 novembre  | Brisbane Queensland Championships (Australie)       | Gazon        | Roy Emerson     | 9-7, 3-6, 6-4, 4-6, 7-5 |

### Finales perdues pendant l'ère Open (22 avril 1968-1978): 29 (inclus les *Tournois Pro)
- L'ère open débute officiellement à partir du tournoi de Bournemouth durant la semaine du 22-27 avril 1968.

|    | Année | Date              | Nom et lieu du tournoi                                                | Surface          | Vainqueur        | Score               |
| -- | ----- | ----------------- | --------------------------------------------------------------------- | ---------------- | ---------------- | ------------------- |
| 1  | 1968  | 3-5 mai           | *St. Paul-Minneapolis/WCT Twin Cities Pro Tennis Classic (États-Unis) | Astroturf indoor | Dennis Ralston   | 31-26 19-31 5-4     |
| 2  | 1968  | 9-15 juillet      | * Roland Garros Championnat Pro (France)                              | Terre battue     | Rod Laver        | 6-2 6-2 6-3         |
| 3  | 1968  | 12-16 juin        | US Pro Championships Chestnut Hill (États-Unis)                       | Gazon            | Rod Laver        | 6-4 6-4 9-7         |
| 4  | 1968  | 15-21 nov.        | Tournoi de tennis de Wembley (Londres) Indoor (Angleterre)            | Bois             | Ken Rosewall     | 6-4 4-6 7-5 6-4     |
| 5  | 1969  | 14-20 avril       | Monte-Carlo Open (Monaco)                                             | Terre battue     | Tom Okker        | 8-10 6-1 7-5 6-3    |
| 6  | 1969  | 16-21 juin        | Tournoi de tennis du Queen's (Londres) Grass Court (Angleterre)       | Gazon            | Fred Stolle      | 6-2 22-20           |
| 7  | 1969  | 23 juin-5 juillet | Wimbledon (Angleterre)                                                | Gazon            | Rod Laver        | 6-4 5-7 6-4 6-4     |
| 8  | 1969  | 9-16 juillet      | US Pro Championships Chestnut Hill (États-Unis)                       | Synthétique 1    | Rod Laver        | 7-5 6-2 4-6 6-1     |
| 9  | 1969  | 8-14 septembre    | Atlanta Georgia International (États-Unis)                            | Terre battue ?   | Butch Buchholz   | 6-4 5-7 6-4 5-7 6-2 |
| 10 | 1970  | 20-22 février     | *Corpus Christi/WCT South Texas Pro (États-Unis)                      | Dur              | Ken Rosewall     | 6-2 6-0             |
| 11 | 1970  | 15-20 juin        | Tournoi de tennis du Queen's (Londres) Rothmans Open (Angleterre)     | Gazon            | Rod Laver        | 6-4 6-3             |
| 12 | 1970  | 5-10 juillet      | Newport Green Shield Welsh Open (Pays de Galles)                      | Gazon            | Ken Rosewall     | 6-4 6-4             |
| 13 | 1970  | 27 juillet-2 août | Louisville First National Classic (États-Unis)                        | Terre battue     | Rod Laver        | 6-3 6-3             |
| 14 | 1970  | 20-27 septembre   | Los Angeles Pacific Southwest Open (États-Unis)                       | Dur              | Rod Laver        | 4-6 6-4 7-6         |
| 15 | 1970  | 8-11 octobre      | *Midland/WCT Texas Pro (États-Unis)                                   | Dur              | Roger Taylor     | 2-6 7-6 6-1         |
| 16 | 1971  | 14-19 juin        | Tournoi de tennis du Queen's (Londres) Grass Court (Angleterre)       | Gazon            | Stan Smith       | 8-6 6-3             |
| 17 | 1971  | 27-29 août        | Hilton Head CBS Classic (États-Unis)                                  | Terre battue     | Rod Laver        | 6-2 7-5             |
| 18 | 1972  | 21-25 mars        | Hilton Head CBS Classic (États-Unis)                                  | Terre battue     | Ken Rosewall     | 7-5 6-3             |
| 19 | 1973  | 30 juillet-5 août | Louisville First National Classic (États-Unis)                        | Terre battue     | Manuel Orantes   | 3-6 6-3 6-4         |
| 20 | 1973  | 24-30 septembre   | Chicago Tam International (États-Unis)                                | Moquette         | Tom Okker        | 3-6 7-6 6-3         |
| 21 | 1973  | 8-14 octobre      | Tokyo Japan Open (Japon)                                              | ?                | Ken Rosewall     | 6-1 6-4             |
| 22 | 1973  | 22-28 octobre     | Téhéran Aryhmer Cup (Iran)                                            | Terre battue     | Raúl Ramírez     | 6-7 6-1 7-5 6-3     |
| 23 | 1973  | 4-11 novembre     | Sydney Australian Indoor Championships (Australie)                    | Dur (int.)       | Rod Laver        | 3-6 7-5 6-3 3-6 6-4 |
| 24 | 1974  | 18-24 février     | Hampstead/WCT Open (États-Unis)                                       | Dur (int.)       | Stan Smith       | 6-4 3-6 6-3         |
| 25 | 1975  | 25-30 novembre    | Tokyo Gunze World Tennis(Japon)                                       | Moquette         | Ken Rosewall     | 7-5 4-6 6-1         |
| 26 | 1976  | 26 déc-4 jan.     | Open d'Australie (Melbourne) (Australie)                              | Gazon            | Mark Edmondson   | 6-7 6-3 7-6 6-1     |
| 27 | 1976  | 20-25 janvier     | Brisbane Queensland Invitational (Australie)                          | Gazon            | Ken Rosewall     | 7-6 6-2             |
| 28 | 1978  | 30 jan-5 fév.     | Richmond United Virginia Bank Classic (États-Unis)                    | Moquette         | Vitas Gerulaitis | 6-3 6-4             |
| 29 | 1978  | 10-16 avril       | Guadalajara Open (Mexique)                                            | Terre battue     | Gene Mayer       | 6-3 6-4             |

- 1 : S = Synthétique Uniturf extérieur.

## Titres en double (33)
- 1968 : Wimbledon (avec Tony Roche), Gstaad (avec Dennis Ralston)
- 1969 : Monte-Carlo (avec Owen Davidson), Roland-Garros (avec Tony Roche), Wimbledon (avec Tony Roche), Toronto (avec Ron Holmberg)
- 1970 : Tournoi de tennis de Saint-Louis (avec Andrés Gimeno), Wimbledon (avec Tony Roche), Louisville (avec Tony Roche)
- 1971 : Australian Open (avec Tony Roche), Miami WCT (avec Tony Roche), Rome (avec Tony Roche), Téhéran WCT (avec Tony Roche), US Open (avec Roger Taylor)
- 1972 : Tournoi de tennis de Saint-Louis (avec Tony Roche), Boston WCT (avec Tony Roche), Vancouver WCT (avec Fred Stolle), Rotterdam WCT (avec Roy Emerson), Johannesburg (avec Fred Stolle)
- 1973 : Australian Open (avec Malcolm Anderson), Roland-Garros (avec Tom Okker), Rome (avec Tom Okker), US Open (avec Owen Davidson), Chicago (avec Owen Davidson), Téhéran (avec Rod Laver), Sydney Indoor (avec Rod Laver)
- 1974 : St. Petersburg WCT (avec Owen Davidson), Orlando WCT (avec Owen Davidson), Wimbledon (avec Tony Roche)
- 1976 : Australian Open (avec Tony Roche), Charlotte WCT (avec Tony Roche)
- 1977 : Sydney Indoor (avec Tony Roche)
- 1978 : Sydney Indoor (avec Tony Roche)

## Finales en double (22)
- 1968 : Hambourg (avec Tony Roche)
- 1969 : Philadelphie WCT (avec Tony Roche)
- 1971 : Chicago WCT (avec Tony Roche), Gstaad (avec Tom Okker)
- 1972 : Richmond WCT (avec Tony Roche), Philadelphie WCT (avec Tony Roche), Charlotte WCT (avec Tony Roche), Las Vegas WCT (avec Tony Roche), Washington WTC (avec Tony Roche), US Open (avec Owen Davidson)
- 1973 : Louisville (avec Clark Graebner), Montréal (avec Owen Davidson), Fort Worth (avec Owen Davidson), Jakarta (avec Allan Stone)
- 1974 : New Orleans WCT (avec Owen Davidson), Charlotte (avec Owen Davidson), World Doubles WCT (avec Owen Davidson), Las Vegas (avec Frew McMillan), Maui (avec Owen Davidson), Sydney Indoor (avec Tony Roche)
- 1976 : Rome (avec Geoff Masters)
- 1978 : Memphis (avec Phil Dent)